# Fernando Gabriel Sosa
Fernando Gabriel Sosa (nascido em 1974 em Córdoba, Argentina), conhecido como Nano Sosa, é um escritor de quadrinhos, ilustrador e gestor cultural argentino. É conhecido por seu trabalho em quadrinhos, animação e projetos culturais.

## Quadrinhos e trabalho cultural
Sosa é uma figura importante na cena dos quadrinhos em Córdoba. Organizou o programa "Comicazo" na Feira do Livro e do Conhecimento de Córdoba em 2014 e 2015, que ajudou a promover os quadrinhos como parte importante da cultura. Também coordenou o "Dia do Humor" em 2015 no Centro Cultural de Córdoba e o festival "Kidcómic" em 2016.

## Apoio à legislação sobre quadrinhos
Em 2012, Sosa propôs uma lei nacional para promover e proteger os quadrinhos argentinos. Essa proposta foi apresentada ao Congresso Nacional da Argentina como "Expediente 0502-D-2014". Embora a lei não tenha sido aprovada, destacou a importância dos quadrinhos na cultura argentina.

## Colaborações internacionais
Sosa trabalhou com diversas editoras internacionais. Esteve envolvido com a Barricada Cómics na Argentina e com a Wi-Fi Digital Press no exterior, colaborando com artistas da América Latina e da Europa.

## Trabalho em animação
Sosa contribuiu para projetos de animação. Desde 2022, trabalhou como artista de storyboard para a série animada Booba, produzida pelo estúdio britânico 3D Sparrow e distribuída mundialmente pela Netflix. Esta série infantil é conhecida por seu estilo cômico e ausência de diálogos, focando nas aventuras de um personagem curioso em situações cotidianas. A contribuição de Sosa para os storyboards foi essencial para a produção de episódios recentes da série.